# 이계철 (1940년)
이계철(李啓徹, 1940년 9월 24일 ~ )은 대한민국의 제1대 정보통신부 차관과 제3대 방송통신위원회 위원장을 역임한 공무원이다. 본관은 함평이며, 경기도 평택군 출생이다.

## 생애
정보통신부 차관을 역임하고, 2012년 3월 9일 방송통신위원회 위원장으로 임명되었다.

## 학력
- 고려대학교 법학과 졸업

## 경력[3]
- 행정고시 5회 합격(1967년)
- 체신공무원교육원장
- 정보통신부(현 과학기술정보통신부) 차관
- 한국전기통신공사(현 KT) 대표이사 사장
- 한국정보보호진흥원 이사장
- 한국전파진흥원 이사장

## 사건·사고 및 논란

### 방송통신위원장 내정
2012년 2월 14일 이명박 대통령은 이계철(72) 前 정보통신부 차관을 방송통신위원장으로 내정하였다.

### 겸직금지 위반 및 민간회사에 대한 특혜 의혹
2012년 2월 21일 민주통합당 전병헌 의원은 이계철 방송통신위원회 위원장 후보자가 방송통신위원회 산하 공공기관에 근무하며 관련 통신기업의 고문을 겸직해 3억원의 급여를 받은 것으로 확인돼 후보자 임명을 철회해야 한다고 주장했다.
이 후보자는 2002년 5월부터 2008년 12월까지 한국정보보호진흥원 이사장을 역임하면서 2006년 7월부터 2010년 7월까지 한국방송통신전파진흥원 이사장을 겸임했으며 동 시기인 2006년부터 2009년까지 민간기업인 글로발테크에서 고문으로 근무하며 3억원을 받았다. 그 외에도 애니유저넷 고문(2002년), KT 고문(2003년 ~ 2005년), 에이스앤파트너스 사외이사(2005년), 에이스테크놀로지 사외이사(2006년) 등을 겸직해 사기업에서만 총 8억원에 육박하는 고문료를 받았다.
실제로 글로발테크는 2006년 2월 22일 설립되어 회사 설립 4개월만에 케이티에프에 납품계약을 체결해 설립 첫해 순매출 355억을 기록했다. 이 후 글로발테크는 2008년까지 지속적으로 케이티에프와 공급계약을 맺었다. 그러나 이후 이 회사는 실소유주가 구속돼 2011년 폐업했다.
2012년 2월 28일 방송통신위원회 위원장 인사청문준비전담팀은 겸직 금지 의무 위반 의혹에 대해 "에이스테크놀러지와 에이스안테나는 무선통신장비 제조회사로서 옛 한국정보보호진흥원이 수행한 정보보호안전진단 대상이 아니므로 정보보호관리체계 인증을 받은 바가 없고 해당기업 생산품목이 보안성 제품 평가 항목에 포함되지 않아 한국정보보호진흥원 업무와는 연관성이 없었다"고 해명했다. 또한 "'공기업·준정부기관 비상임이사 직무수행 지침'은 기획재정부가 2010년 12월에 발간한 공공기관 비상임이사 직무수행 참고용 안내서(공기업·준정부기관 비상임이사 직무수행 매뉴얼)"이며 "후보자의 에이스안테나 사외이사 재직 기간은 2006년 3∼4월로 매뉴얼이 작성되기 전의 일로 적용될 수 없다"고 밝혔다.

### 인사청문경과보고서 채택 무산 및 임명 강행
2012년 3월 6일 국회 문화체육관광방송통신위원회는 오후 이계철 방통위원장 내정자에 대한 인사청문 경과보고서를 채택할 예정이었으나 야당의 반대 등으로 무산되었다. 3일 후인 2012년 3월 9일 이계철 후보자가 청와대에서 임명장을 받고 오후 4시 서울 광화문 방송통신위원회 대강당에서 취임식을 진행하였다.